# Sant’Irene (Lecce)
Sant’Irene dei Teatini ist eine katholische Kirche im historischen Zentrum von Lecce. Sie ist der heiligen Irene von Lecce gewidmet, der Schutzpatronin der Stadt bis 1656, als Papst Alexander VII. die Stadt Lecce der Schirmherrschaft des heiligen Bischof St. Oronzo unterstellte.

## Geschichte
Die Kirche wurde ab 1591 nach einem Entwurf des Theatiners Francesco Grimaldi erbaut und 1639 fertiggestellt und vom Bischof von Brindisi geweiht.
Die Kirche erlebte wichtige historische Ereignisse: 1797 wurde sie von König Ferdinand IV. von Bourbon besucht; im Oktober 1860 fand hier die Volksabstimmung statt, um das Ja von Lecce zum Eintritt in das Königreich Italien zu beschließen. 1866 wurde das angrenzende Kloster der Theatiner aufgehoben, aber die Kirche blieb für den Gottesdienst bestehen.
Die Pfarrgemeinde feiert ihre Patronin Irene am 5. Mai.

## Beschreibung

### Außen
Das Gebäude erinnert an das Modell der Basilika Sant’Andrea della Valle in Rom, an der Grimaldi selbst arbeitete. Die Fassade besteht aus zwei Ebenen mit übereinanderliegenden Pilaster, die durch Festone verbunden sind. Die Kolonnen sind in der unteren Reihenfolge durch leere Nischen und Schrifttafeln und in der oberen Reihenfolge durch ein großes Fenster getrennt. Im Zentrum befindet sich das Portal mit einer Steinstatue der Heiligen Irene von Mauro Manieri aus dem Jahr 1717. Über dem Gesims befindet sich das Bürgerwappen der Stadt Lecce. Die Fassade wird von einem dreieckigen Tympanon abgeschlossen, das in der Mitte die Insignien des Ordens der Theatine renthält. Auf dem Gebälk ist die lateinische Widmung an die Schutzpatronin Irene: Irene virgini et martiri (Irene Jungfrau und Märtyrerin).

### Innen
Der Grundriss entspricht einem Lateinischen Kreuz, mit einem einzigen Schiff, an dessen Seiten sich drei tiefe miteinander verbundene Kapellen mit elliptischen Kuppeln befinden.

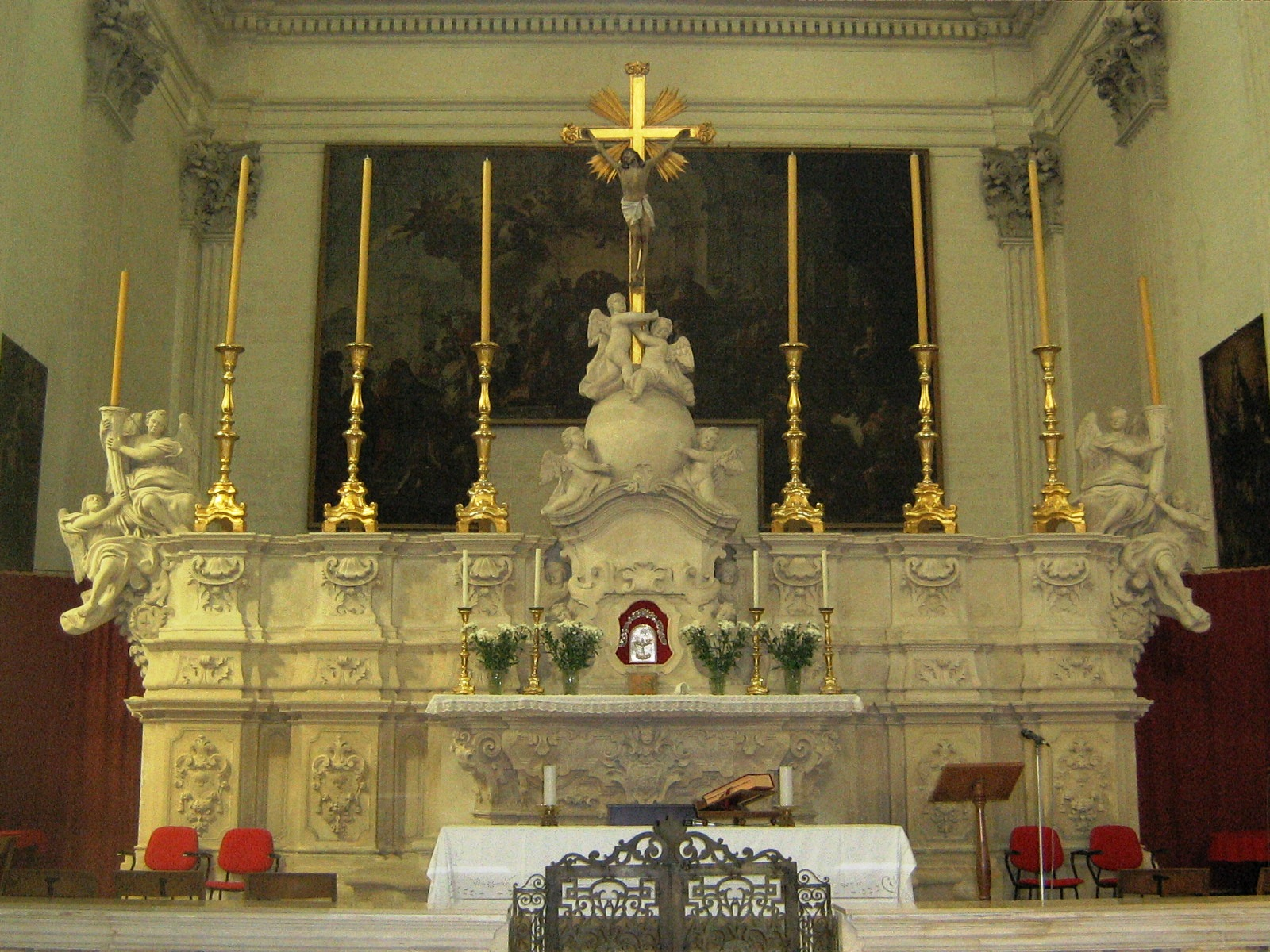
Hauptaltar

Auf der linken Seite befinden sich die Altäre des Heiligen Stephanus, mit einem Bild der Steinigung des Heiligen Stephanus von Antonio Verrio, des Kreuzes und der Jungfrau des Guten Rates.
Im linken Querschiff befinden sich drei Altäre: der Altar des Heiligen Oronzo aus der Mitte des 17. Jahrhunderts von Francesco Antonio Zimbalo, Onkel von Giuseppe Zimbalo; der Altar der Heiligen Irene (1639) mit neun Büsten von Heiligen mit Reliquien der Ordensleute, während sich oben die Statue der Heiligen Irene und das Bürgerwappen von Lecce befinden; der Altar der Heiligen Familie aus dem Jahr 1672.
In der Apsis befindet sich der 1753 überarbeitete Hochaltar. An der Wand ist das Gemälde mit dem Titel Il Trasporto dell'Arca Santa (Der Transport der Heiligen Arche), ein Meisterwerk von Oronzo Tiso, befestigt.
Im rechten Querschiff befinden sich drei weitere Altäre: der Schutzengelaltar aus dem Jahr 1700; der 1651 vom Erzbischof von Otranto Gaetano Cassa dem heiligen Kajetan von Thiene geweihten Altar, in dem sich das Ölgemälde mit der Darstellung des Gründers des Ordens der Theatiner befindet, das von Filippo Maria Galletti geschaffen wurde; der Altar des heiligen Andreas Avellino, im Rokokostil.
In den Kapellen auf der rechten Seite befinden sich die Altäre des Heiligen Karl Borromäus, Altar des Erzengel Michael, erbaut 1642 von Cesare Penna, und der Altar der Seelen im Fegefeuers mit einem neueren Gemälde von Luigi Scorrano.
In der Sakristei der Kirche befinden sich weitere Gemälde, darunter das der Madonna della Libera.
Altäre

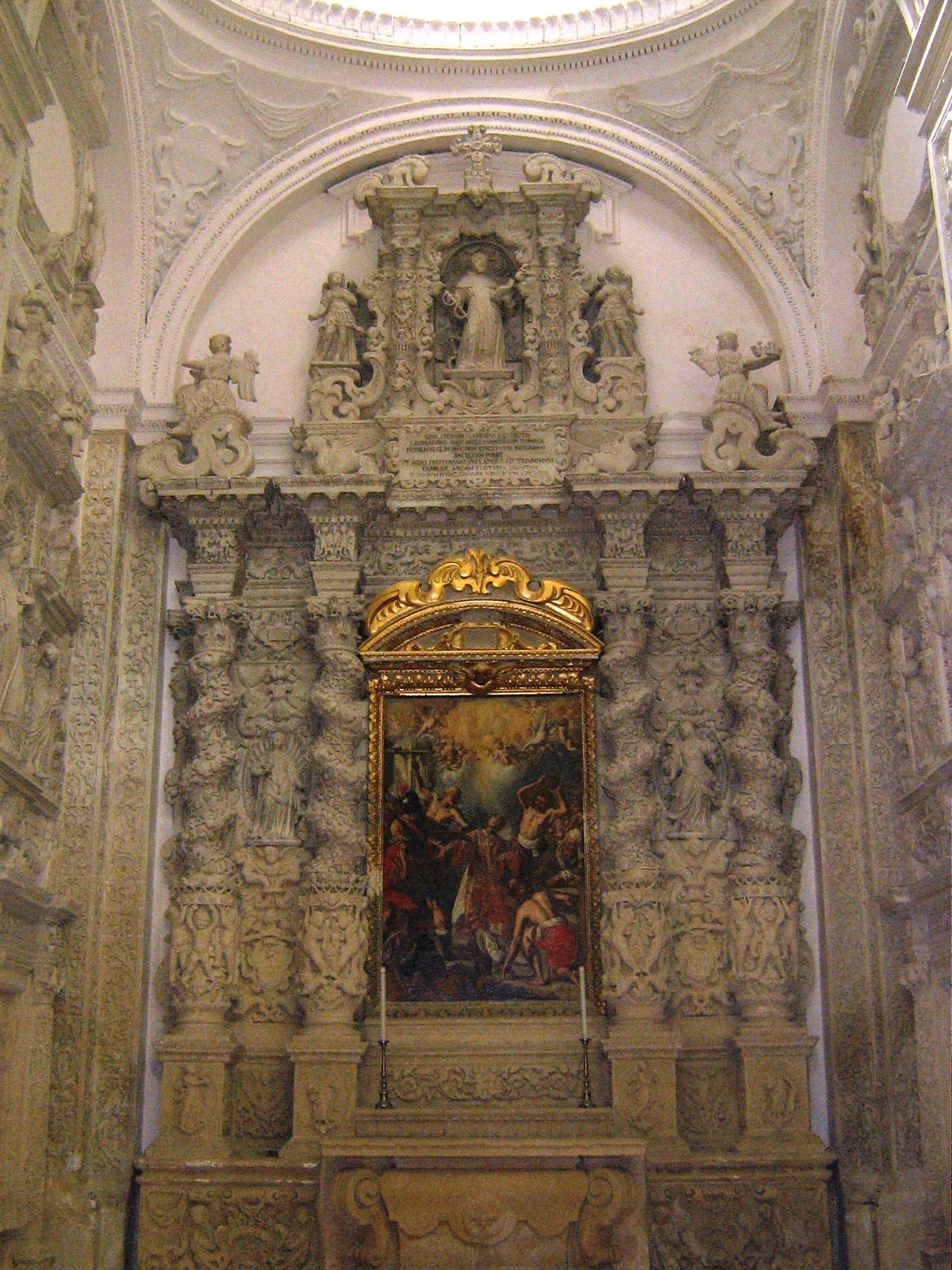
Altar des Heiligen Stephanus
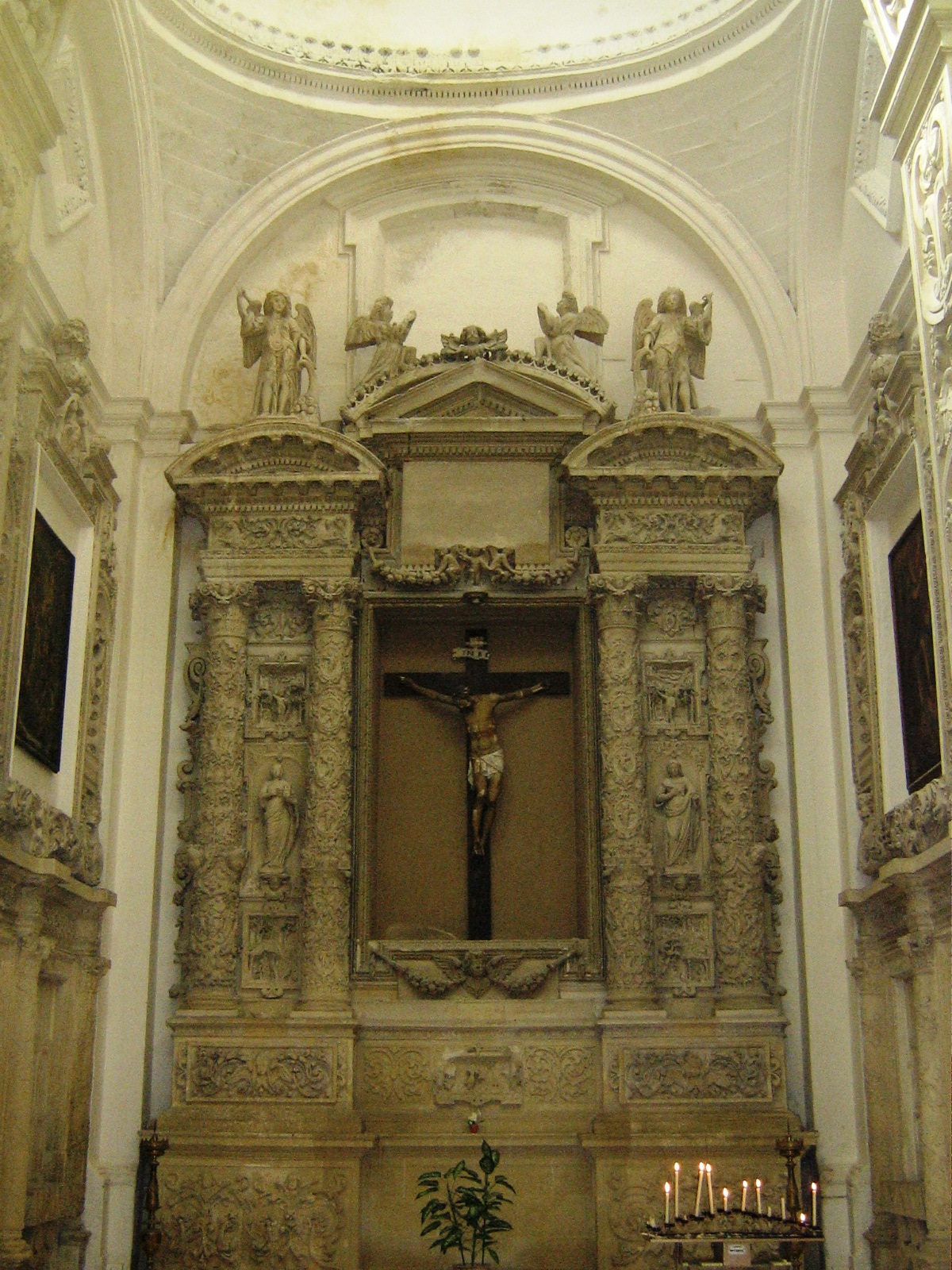
Altar des Kreuzes
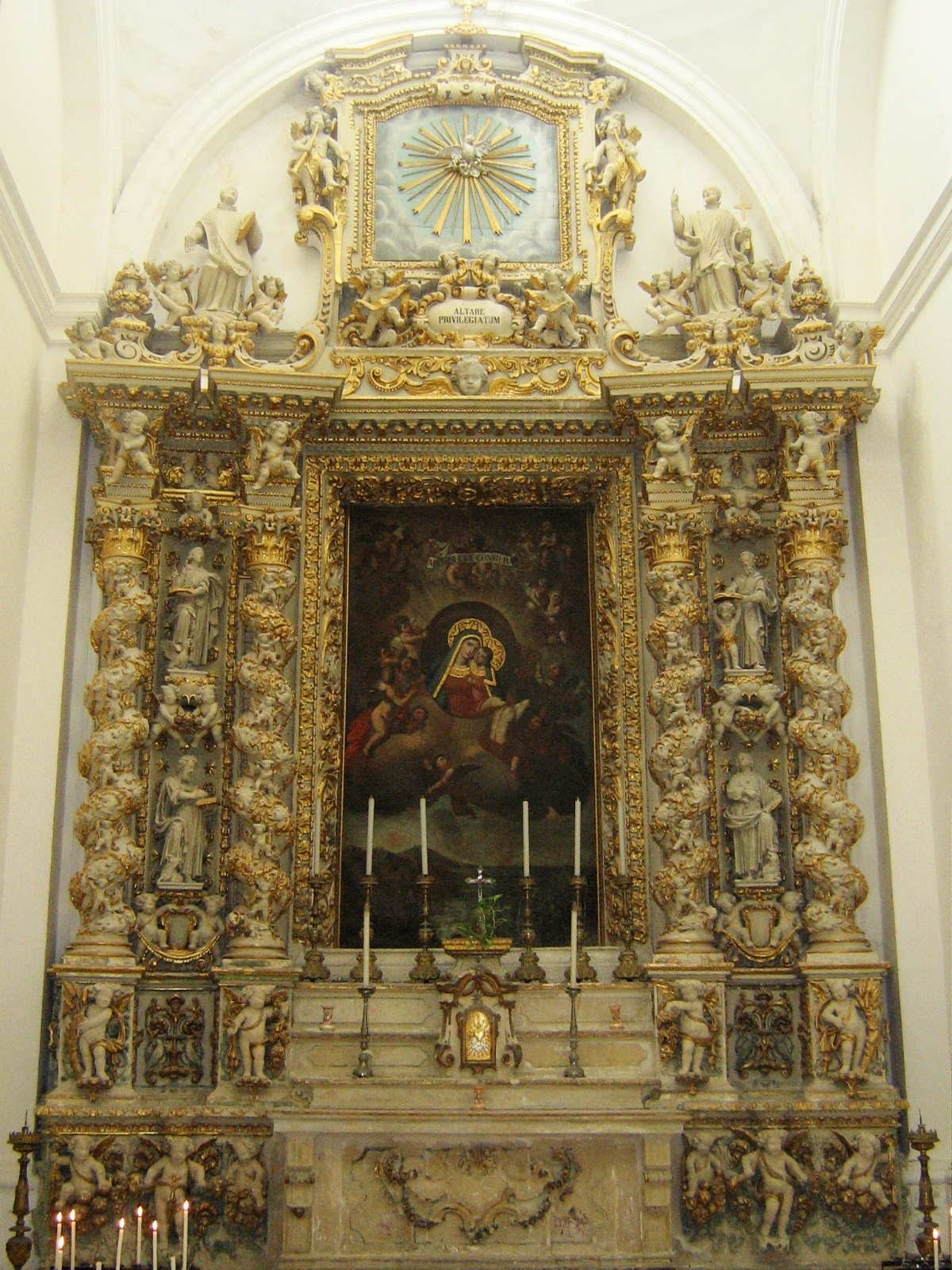
Altar der Jungfrau des Guten Rates
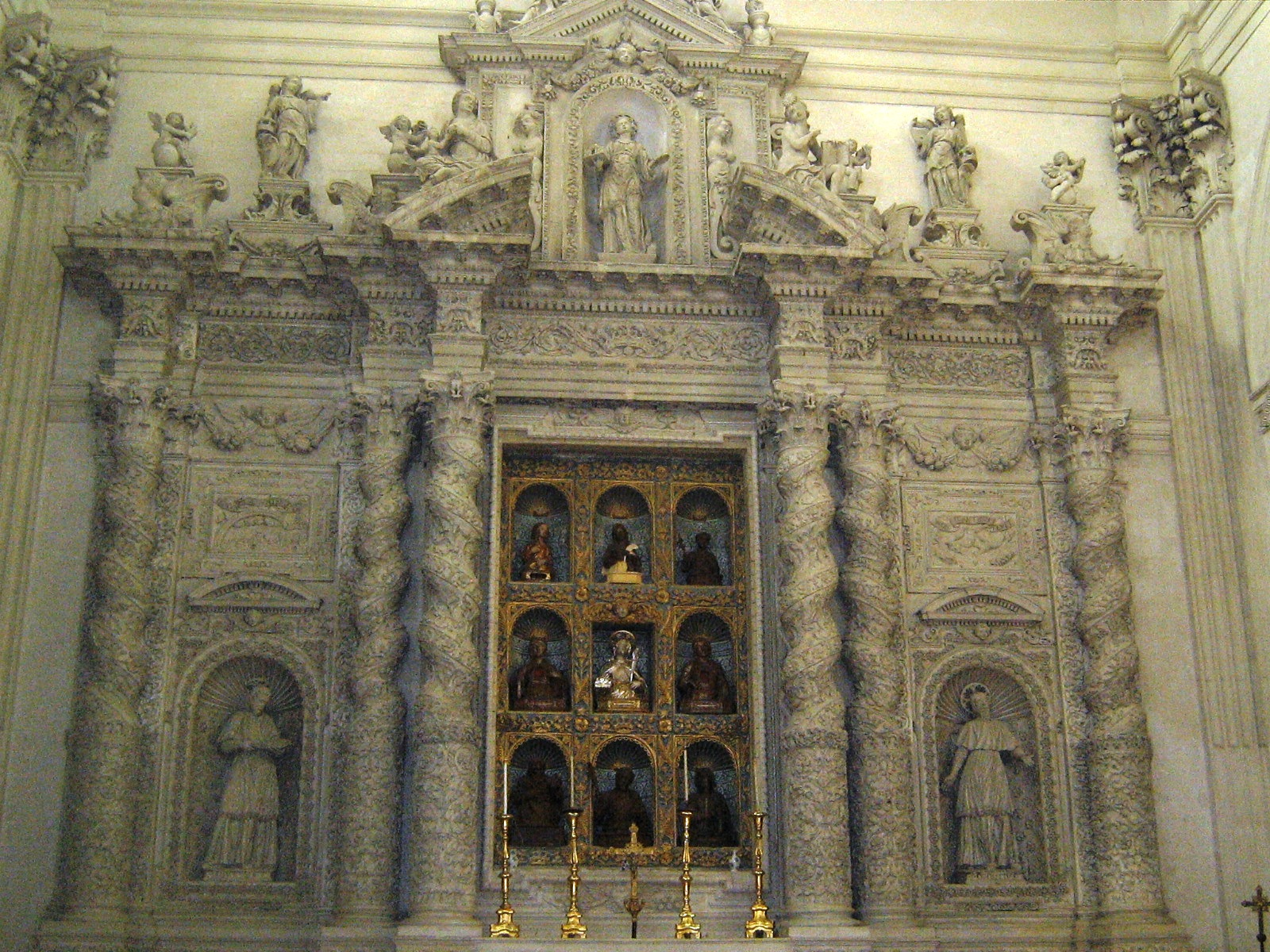
Altar der Heiligen Irene
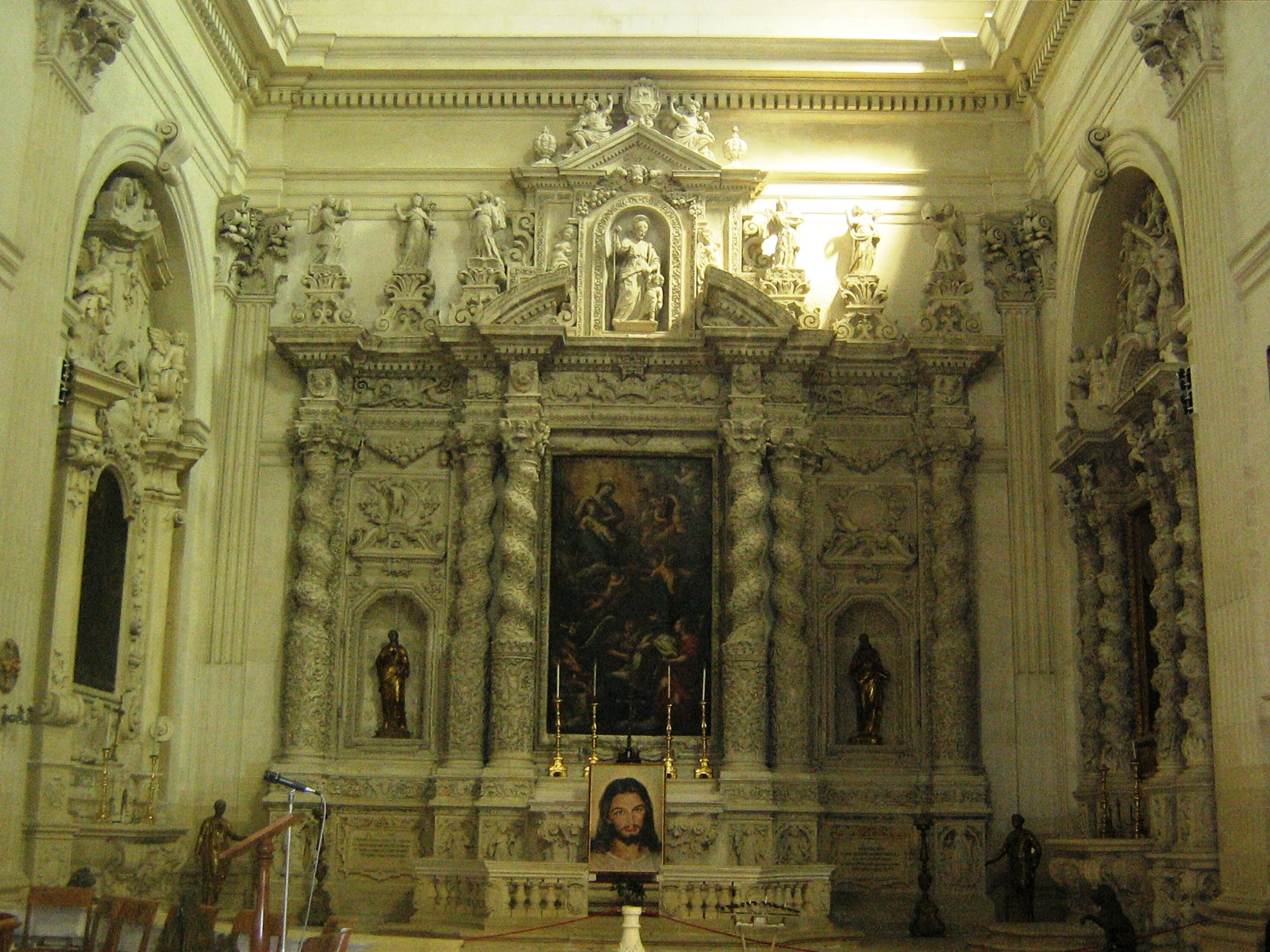
Schutzengelaltar
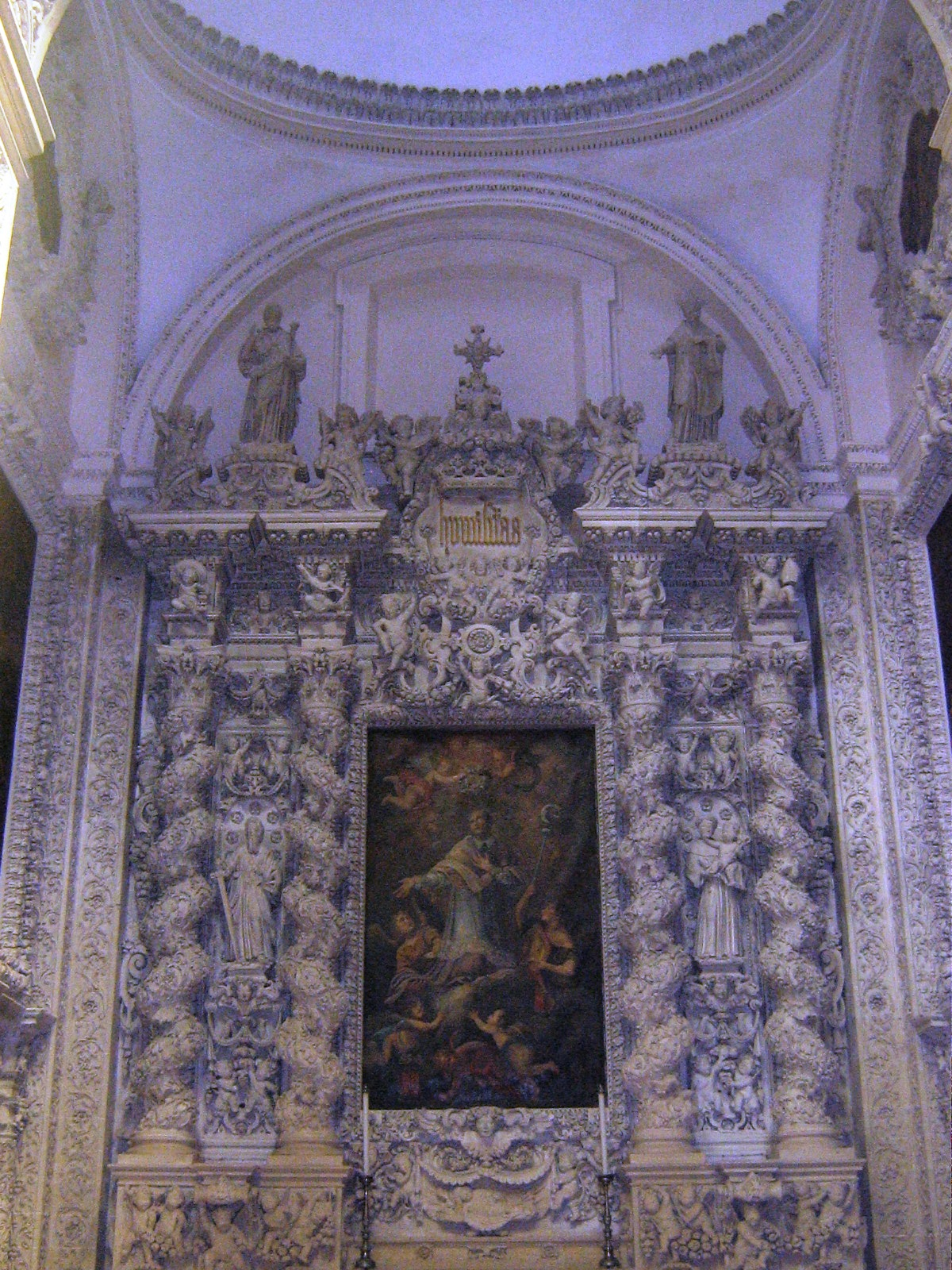
Altar des Heiligen Karl Borromäus
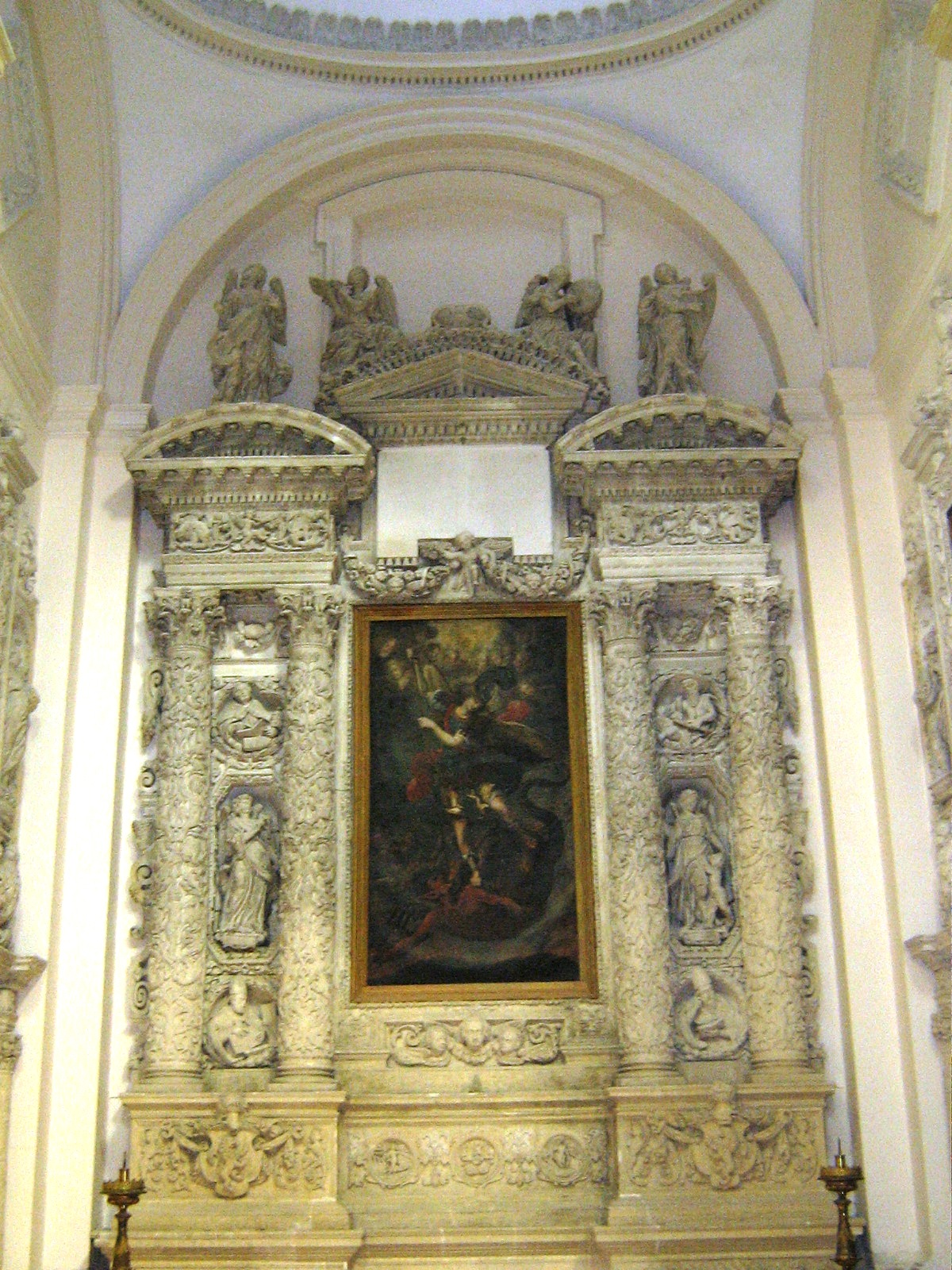
Altar des Erzengel Michael
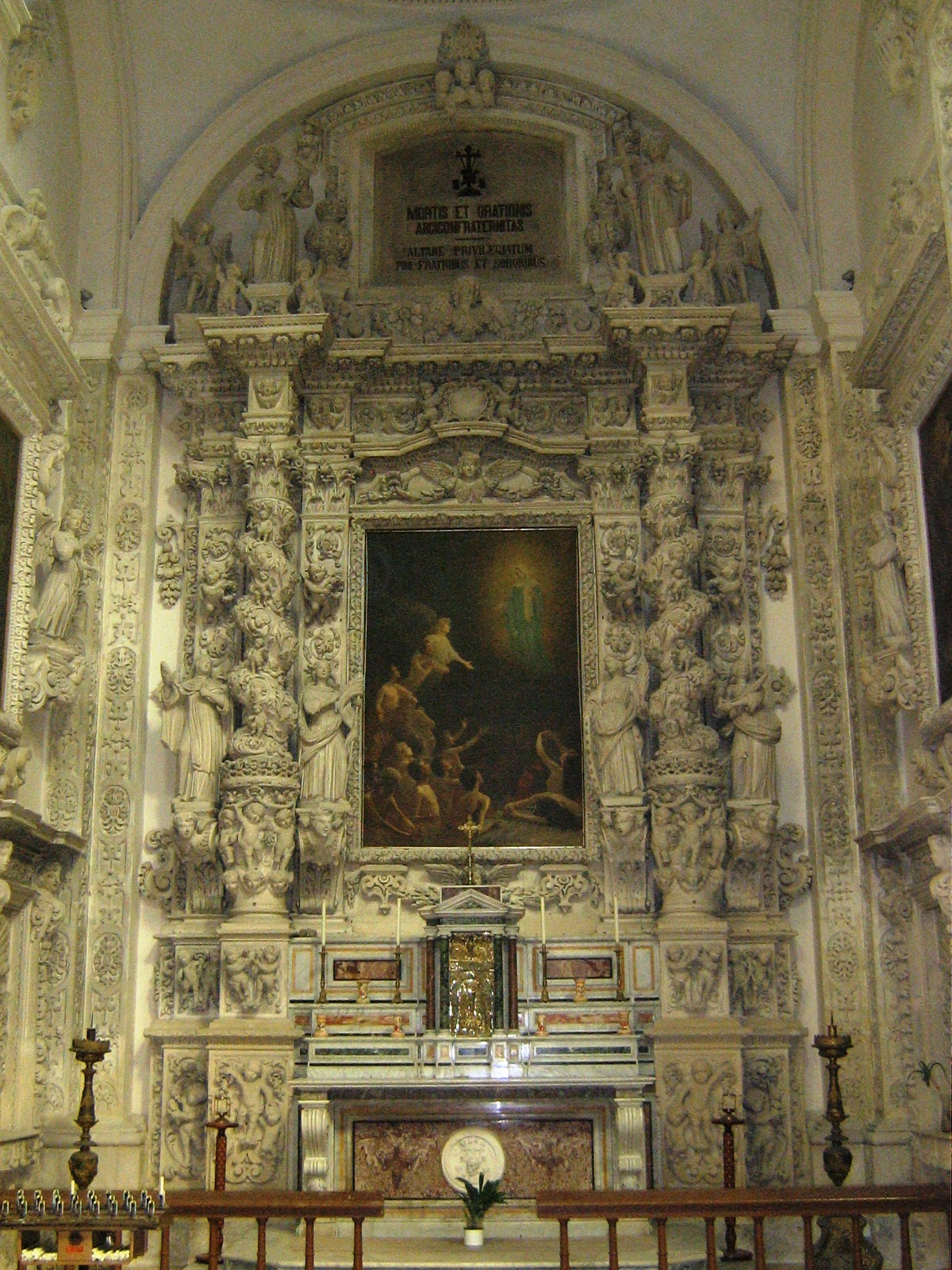
Altare der Seelen im Fegefeuer